# Salcia, Galați
Salcia este un sat în comuna Umbrărești din județul Galați, Moldova, România.

## Istoric
Potrivit legendei, în zona satului Salcia cândva exista un lac, în mijlocul căruia se afla o salcie. Pescarii adunați din părțile locului se orientau după acest arbore, care le era punct de referință.
Estul satului este mărginit de către râul Bârlad, în timp ce vestul acestuia este bordat de râul Siret. Între anii 1975-1976 albia primului dintre acestea a fost mutată în apropierea moșiei în condițiile în care vechiul curs se desfășura la 2 km distanță spre partea de est, lângă satele Torcești și Umbrărești-vale. Odată cu mutarea cursului acestuia a fost pus în practică și un program de îndiguire, atât al malului estic, cât și al celui vestic. Lucrările au fost executate de către sătenii ce locuiau în satele poziționate de-a lungul Bârladului, mai exact:Salcia, Condrea și Siliștea.
În ciuda eforturilor, și a muncii depuse de locuitorii satelor, în vara anului 2005 aceste bariere antropice au cedat în unele puncte și au permis apelor Bârladului să inunde jumătatea sudică a satului, înălțimea medie a apei fiind aproximată la 1 metru. Poziționarea satului în lunca Siretului, mai exact în zona de confluență a acestuia cu râul Bârlad dar și fenomenul de remu produs între cele două râuri întăresc explicațiile ce susțin producerea acestui hazard.
În urma acestui dezastru natural, conducerea locală a intervenit cu programe de susținere materială parțială sau totală a gospodăriilor localnicilor în funcție de daunele produse de ape. Acestea au constat în materiale de construcții.
În partea de nord-est se găsește Pădurea lui Cuza, despre care se spune că a fost oferită de domnitorul Alexandru Ioan Cuza unei persoane cu numele Condrea. Aceasta este și denumirea actualului sat aflat în nordul Salciei.

## Vecini
Singurul vecin direct al satului Salcia este satul Condrea, la nord. Celelalte comunități se regăsesc într-o relativă vecinătate, fiind despărțite de păduri ,râuri sau câmpii de cultură, astfel:
- Nord: Condrea;
- Est:  Torcești;
- Sud:  Vadu Roșca;
- Vest: Suraia.

## Demografie
| Etnie  | Număr de persoane | Procentaj |
| ------ | ----------------- | --------- |
| Români | 823               | 86,3%     |
| Rromi  | 131               | 13,7%     |

## Educație
În satul Salcia există o singură unitate de învățământ:
- Școala Primară "Vasile Teleoacă".

## Satul Salcia integrat în „Programul național pentru dezvoltare rurală 2007-2013"
Proiectul presupune:
Introducere sistem de canalizare (2007);
Introducere rețea de alimentare cu apă și stație de epurare a apei (2007-2008);
Asfaltare drumuri de interes local (2011);
Crearea și dotarea infrastructurii aferente serviciilor sociale tip after-school.

## Balastiera Salcia
Site oficial: www.balastierasalcia.ro 
Balastiera este alcătuită din:
•perimetru exploatare (5,5 ha cu posibilitate de extindere foarte mare);
•stație de sortare și producere sorturi:
Naturale - balast natural de râu.
Sortate - agregate obținute din spălarea și sortarea balastului:
- balast Natural 0 – 63
- balast Sortat 0 – 30
- nisip Sortat sau Concasat 0 – 4
- pietriș Sortat sau Concasat 4 – 8
- pietriș Sortat sau Concasat 8 – 16
- pietriș Sortat sau Concasat 16 – 31
- refuz de ciur
Concasate - agregate obținute din concasarea unor roci magmatice ca andezit, bazalt, dacit:
- cribluri: nisip de concasaj 0-4 mm, criblură 4-8 mm, criblură 8-16 mm, criblură 16-25 mm;
- piatră spartă pentru drumuri (sort 25-63 mm);
- piatră spartă pentru calea ferată (sort 31,5-50 mm);
- piatră brută;
- deșeu de carieră și split 0-25 mm.
•cântar rutier Flintab;
•utilaje de exploatare.
Principalele segmente de activități deservite de Balastiera Salcia sunt: construcții de infrastructură rutieră și feroviară, regularizarea cursurilor de apă, construcții civile, construcții industriale, industrie.
Aria de răspândire a produselor oferite de aceasta este destul de mare având următoarele cifre regionale: Moldova (80%),Muntenia (10%), Dobrogea (10%).
Balastiera a fost deschisă în anul 2007 și a aparținut unor proprietari din plan local. Începând cu anul 2011 aceasta a trecut sub licența SC MINERAL HOLDING SRL.